# Höhle von Cussac
Die Höhle von Cussac befindet sich im französischen Département Dordogne und birgt mehr als 100 Felsritzungen aus dem Jungpaläolithikum.

## Lage, Beschreibung
Das rechte Ufer des Bélingou, eines Zuflusses der Dordogne, weist in seinem Mittellauf einen felsigen Abschnitt auf. Diese Formation liegt oberhalb einer Stromschnelle über Travertin. Der Eingangsbereich ist etwa 12 m tief und im Schnitt 3 m breit, wobei immer wieder organisches Material abtransportiert wurde, um es auf den umliegenden Äckern als Dünger auszubringen. Von dort führt ein 8 m langer Korridor an den Fuß eines Geröllhügels. Dahinter öffnet sich der Korridor zu einer 10 bis 15 m weiten Galerie, die etwa 12 m hoch ist und Stalagmiten aufweist. Dieser Raum dürfte in den letzten Jahrhunderten nicht von Menschen betreten worden sein, die Fundstätte ist also ungestört.

## Entdeckung
Am 30. September 2000 erkannte Marc Delluc, der dem Höhlenforscherverein von Périgueux angehörte, den Eingang. Nachdem er sich durch den schmalen Zugang gezwängt hatte, wurde er durch große Mengen von Schutt aufgehalten. Nach teilweiser Beseitigung dieses Hindernisses konnte er weitere 100 m vordringen. An dieser Stelle entdeckte Delluc die ersten Gravuren. Am 7. Oktober kehrte er in Begleitung von Fabrice Massoulier und Hervé Durif zurück. Nachdem die drei Männer weitere 600 m Galerie und weitere menschliche Spuren entdeckt hatten, beendeten sie ihre Untersuchungen, um an den empfindlichen Lehmwänden keinen Schaden anzurichten. Am folgenden Tag führten Norbert Aujoulat vom Centre National de Préhistoire und Christian Archambeau von der Direction Régionale des Affaires Culturelles eine Untersuchung durch. Die DRAC und der Service Régional de l'Archéologie begannen nun mit der Klassifizierung als Fundstätte von archäologisch-historischer Bedeutung. Mit Genehmigung der Landbesitzer, auf deren Grund sich die Höhle befand, geschah dies am 23. November 2000. Angesichts der Zerbrechlichkeit der Stätte fanden bereits im Januar und Mai 2001 Arbeiten statt, um zunächst den Schutthaufen zu beseitigen, der die Arbeit erschwerte. Nach weiteren Sicherungsmaßnahmen konnte die Erfassung und Bewertung in Angriff genommen werden.

## Menschliche Überreste
Am 21. Mai 2000 entdeckte man die bisher einzigen menschlichen Überreste. Diese waren auf drei Sektoren der linken Galerie verteilt. An locus 1, der sich am nächsten zum Eingang befand, entdeckte man eine runde Vertiefung von einem Bärenlager, worin sich Knochen befanden, die in keinerlei anatomischem Zusammenhang stehen. Das Sediment unter einigen der Knochen ist mit Ocker gefärbt. An locus 2 am Fuß der Ostwand, fand sich in einer weiteren Vertiefung das fast vollständige Skelett eines Erwachsenen, der wahrscheinlich in Bauchlage abgelegt worden war. An locus 3 fanden sich auf einer Erhebung verstreute Knochen von mindestens drei Erwachsenen, jedoch keine Schädelknochen. Insgesamt stammen die Knochen von mindestens fünf Individuen. Während die loca 1 und 3 gestört sind, weisen in locus 2 Gelenkverbindungen darauf hin, dass hier eine ungestörte Fundsituation vorliegt. Da sich keine diagnostischen Überreste fanden, mussten die Knochen direkt datiert werden. Das Alter von locus 1 wurde auf 25.120 ± 120 BP bestimmt, also 29.500 bis 28.835 Jahre vor heute.

## Ritzungen

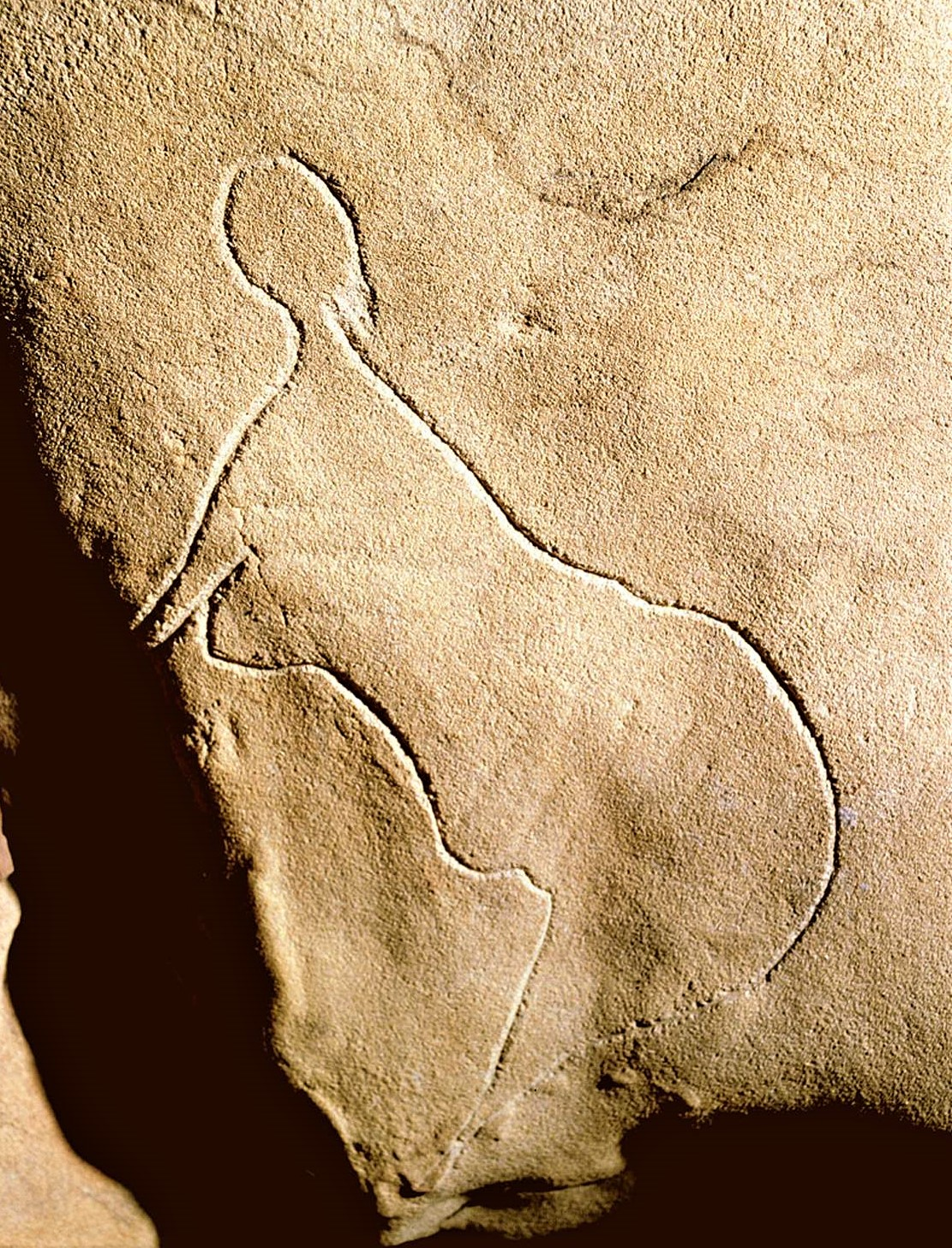
Weibliche Silhouette, Ritzung

Mittlerweile wurden in der Höhle, die als das „Lascaux der Gravierkunst“ bezeichnet wird, über 100 Ritzungen entdeckt, viele von ihnen vollständig. Darunter befinden sich Mammute, Flusspferde, Hirsche, Bisons und Pferde. Hinzu kommen, was ansonsten sehr selten ist, auch andere Arten, wie etwa Vögel, zudem eigenwillige Darstellungen mit langen Schnäbeln und offenen Mündern. Fingerspuren, weibliche Silhouetten und sexuelle Repräsentationen vervollständigen die Ikonographie. Alle Darstellungen, sieht man von wenigen Fingerzeichnungen ab, sind graviert, also vertieft eingeritzt. Kratzspuren von Höhlenbären waren älter als die menschlichen Werke.
Wahrscheinlich sind die Darstellungen dem Gravettien zuzuordnen und damit etwa 28.000 bis 22.000 Jahre alt. Weniger wahrscheinlich ist die Zuordnung zum älteren Aurignacien. Möglicherweise gibt es Ähnlichkeiten zu Wandritzungen in der Quercy-Region, insbesondere mit der Pech-Merle-Höhle, so dass hier ein kultureller Zusammenhang vermutet wird.